# Unbroken (chanson de María Ólafsdóttir)
Pour les articles homonymes, voir Unbroken.
Chansons représentant Islande au Concours Eurovision de la chanson
No Prejudice
(2014) Hear Them Calling
(2016)
Unbroken (en français « Ininterrompu »), ou Lítil skref en Islandais (en français « Petit pas ») est la chanson de María Ólafsdóttir qui représente l'Islande au Concours Eurovision de la chanson 2015 à Vienne.
Le 21 mai 2015, lors de la 2e demi-finale, elle termine à la 15e place avec 14 points et par conséquent n'est pas qualifiée pour la finale.